# Легенда об озере Парвана (мультфильм)
Легенда об озере Парвана — советский мультфильм, вышедший в 1970 году. Основан на стихотворной легенде Ованеса Туманяна. Режиссёр мультфильма Валентин Подпомогов. Сценарий написали Армен Айрапетян и Валентин Подпомогов. Музыку написал композитор Роберт Амирханян. Нарисовал мультфильм художник Валентин Подпомогов. Озвучивали персонажей актёры Галина Чигинская, Владимир Татосов. Студией создателем стала Арменфильм. Язык мультфильма армянский, русский. Текст для дублированной русской версии переводил Иосиф Бродский. Общая продолжительность мультфильма составила 14 минут.

## Описание
В мультфильме Легенда о Парванском царстве, рассказывается о правителе которого очень старался найти своей единственной дочери хорошего мужа. К его дочери сватались самые разные претенденты, но гордая красавица объявила, что выйдет замуж за того, кто добудет негасимый огонь.